# Kodra (osiedle)
Kodra (ukr. Кодра) – osiedle typu miejskiego na Ukrainie w rejonie buczańskim obwodu kijowskiego.
Znajduje tu się stacja kolejowa Bujan.

## Historia
W 1989 liczyło 1991 mieszkańców.
W 2013 liczyło 1443 mieszkańców.